# Lozna, Sălaj
Lozna este satul de reședință al comunei cu același nume din județul Sălaj, Transilvania, România.